# Fritz Senn

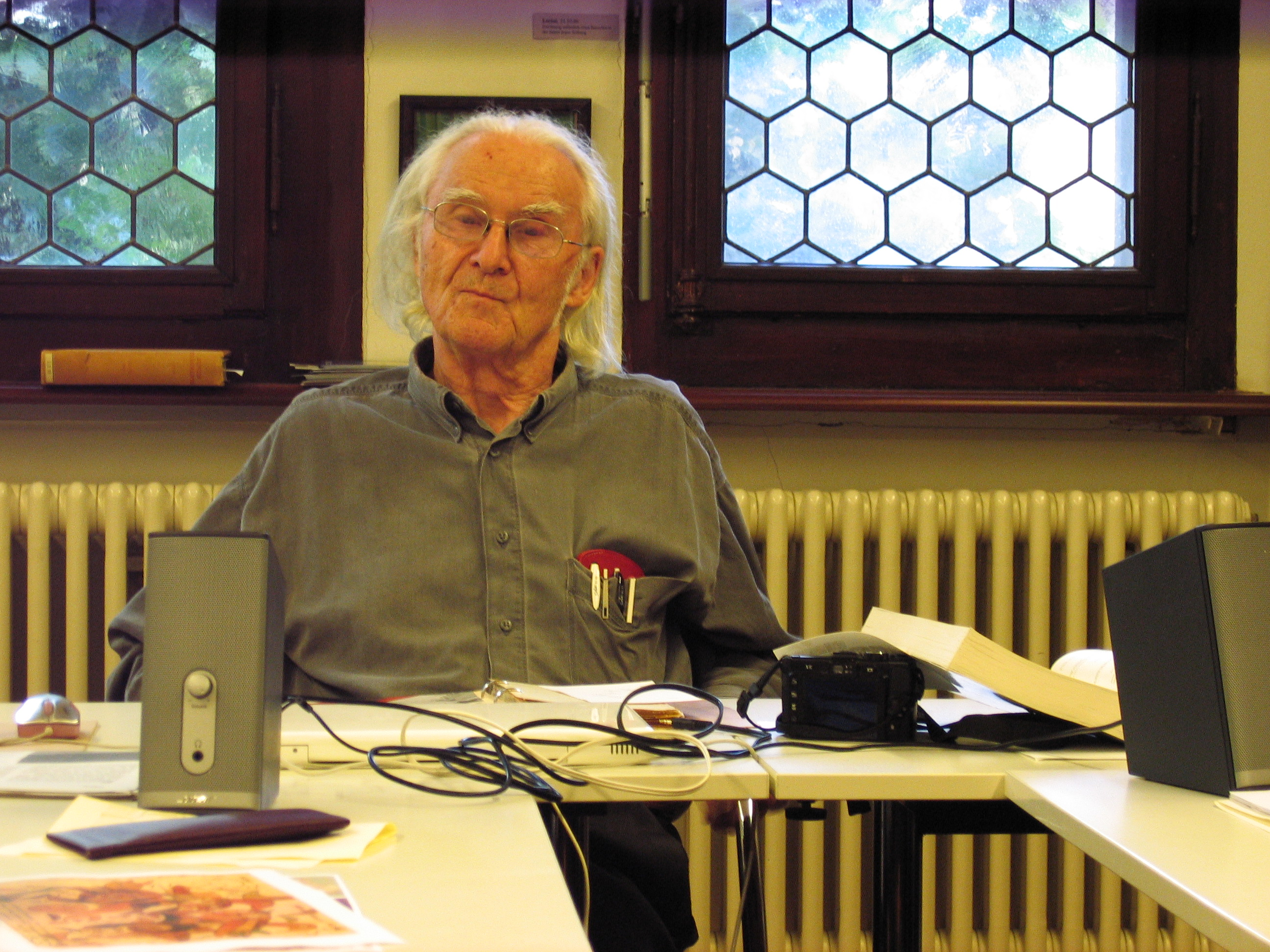
Fritz Senn bei einem Treffen der Finnegans-Wake-Lesegruppe in der Zürcher James Joyce Stiftung, Mai 2010

Fritz Senn (* 1. Januar 1928 in Basel) ist ein Schweizer Publizist und James-Joyce-Experte.

## Leben und Wirken
Fritz Senn wurde in Basel geboren, wuchs aber seit 1933 in Zürich auf. Er stammt aus einfachen Verhältnissen: Sein Vater war Hilfsarbeiter, seine Mutter Putzfrau. Senn legte 1947 an der Oberrealschule die Matura ab und nahm anschliessend ein Studium der Anglistik an der Universität Zürich auf. Sein akademischer Lehrer Heinrich Straumann machte ihn auf das Werk von James Joyce aufmerksam. Aus familiären Gründen konnte Senn sein Studium jedoch nicht abschliessen.  Er arbeitete langjährig als Korrektor in einer Druckerei und danach von 1976 bis 1982 als Lektor beim Diogenes Verlag in Zürich.
Neben seiner Berufstätigkeit beschäftigte er sich seit den frühen 1950er-Jahren im Selbststudium mit Joyce. 1962 war er gemeinsam mit Clive Hart Mitgründer des A Wake Newslitter, einer Zeitschrift, die dem brieflichen Austausch von Experten über Finnegans Wake eine Plattform bot. Von 1963 bis 1985 war er europäischer Herausgeber des an der University of Tulsa lancierten James Joyce Quarterly. 1967 initiierte er mit Bernard Benstock und Thomas Staley das Internationale James-Joyce-Symposium, das in der Folge im Zweijahresrhythmus Tagungen veranstaltete. Zusammen mit Klaus Reichert hat er die siebenbändige Frankfurter James Joyce-Ausgabe erarbeitet, die von 1969 bis 1981 im Suhrkamp Verlag erschien. Senn war von 1977 bis 1982 Präsident der Internationalen James Joyce Foundation.
Von 1985 bis 2022 war er Leiter der Zurich James Joyce Foundation, die zugleich Archiv, Dokumentationsstelle, Fachbibliothek und Treffpunkt von Forschenden und Lesegruppen ist. Der Gründung der Stiftung vorausgegangen war Senns Entlassung beim Diogenes Verlag im Jahr 1982. Da sein direkter Vorgesetzter Gerd Haffmans sich mit der Verlagsleitung überworfen hatte, musste auch Senn gehen. Er arbeitete anschliessend von 1983 bis 1985 halbtags und zu geringem Lohn als Lektor im neugegründeten Haffmans Verlag. Auch um einen Verkauf von Senns Joyce-Sammlung und -Bibliothek zu verhindern, wurde mit Unterstützung u. a. der Schweizerischen Bankgesellschaft und des Kantons Zürich die Joyce-Stiftung gegründet und Senn als deren Leiter eingesetzt.
Seine Kenntnisse über Joyce hat Senn auch in universitären Institutionen weitergegeben. Er arbeitete über viele Jahre hinweg als Lehrbeauftragter am Englischen Seminar der Universität Zürich, wo er einführende Kurse zum Ulysses gab. Ausserdem war er Gastprofessor an der State University of New York at Buffalo, der Indiana University, der Ohio State University, der University of Hawaii und der University of Delaware.
Fritz Senn war von 1996 bis 2017 Mitglied der Fachjury des Zuger Übersetzer-Stipendiums.
Senn bezeichnet sich selbst als Vertreter der Ochlokinetik, jener «fröhlichen Wissenschaft vom Menschen als einem Wesen, das den anderen grundsätzlich im Weg steht». Von ihm stammt auch die Lehre der Tychomatik, der «Kunde vom souveränen Fummeln des Schicksals zu meinen Ungunsten».

## Auszeichnungen
- Ehrendoktorat der Universität Köln (1972)
- Ehrendoktorat der Universität Zürich (1988)
- Ehrendoktorat des University College Dublin (2004)[18]
- Preis der Max Geilinger-Stiftung (1972)
- Johann-Jakob-Bodmer-Preis der Stadt Zürich (1998)
- Goldene Ehrenmedaille des Kantons Zürich (2009)[19]
- Zürcher Festspielpreis (2014)[20]
- Presidential Distinguished Service Award for the Irish Abroad der Republik Irland (2023)[21]

## Publikationen
- Joyce’s Dislocutions. Essays on Reading as Translation. Ed. by John Paul Riquelme. Johns Hopkins University Press, Baltimore 1983.
- Nichts gegen Joyce. Joyce versus Nothing. Aufsätze 1959–1983. Herausgegeben von Franz Cavigelli. Haffmans, Zürich 1984, ISBN 978-3-251-01110-0.
- Inductive Scrutinies. Focus on Joyce. Ed. by Christine O’Neill, Lilliput Press, Dublin 1995.
- Nicht nur Nichts gegen Joyce. Aufsätze über Joyce und die Welt. 1969–1999. Hrsg. Friedhelm Rathjen. Haffmans, Zürich 1999.
- Joycean Murmoirs. Fritz Senn on James Joyce. Ed. by Christine O’Neill. Lilliput Press, Dublin 2007, ISBN 978-1-84351-125-0.
  - Übersetzung: Christine O’Neill: Zerrinnerungen. Fritz Senn zu James Joyce. Aus dem Englischen von Fritz Senn. Verlag Neue Zürcher Zeitung, Zürich 2007, ISBN 978-3-03823-366-4.
- Noch mehr über Joyce. Streiflichter. Schöffling, Frankfurt am Main 2012, ISBN 978-3-89561-333-3.
- Ulysses Polytropos. Essays on James Joyce’s Ulysses by Fritz Senn. Ed. by Frances Ilmberger. Brill Academic Pub, Leiden/Boston 2022, ISBN 978-90-04-51670-0.

als Herausgeber (Auswahl)
- Gemeinsam mit Klaus Reichert: James Joyce: Werke. Frankfurter Ausgabe in sieben Bänden. Suhrkamp, Frankfurt am Main 1969–1981.
- mit Michael H. Begnal: A Conceptual Guide to Finnegans Wake. Pennsylvania State University Press, University Park 1974, ISBN 978-0-271-01132-5.
- Gemeinsam mit Klaus Reichert: Materialien zu James Joyces Ein Porträt des Künstlers als junger Mann. Suhrkamp, Frankfurt am Main 1975, ISBN 978-3-518-00776-1.
- Das James Joyce Lesebuch. Diogenes, Zürich 1979.
- „Die feine Art sich Feinde zu machen.“ James Abbott McNeill Whistler im Streit mit Oscar Wilde & G.K.Chesterton. In Szene gesetzt und übersetzt von Fritz Senn. Haffmans, Zürich 1984. (Neuausgabe: Reclam, Leipzig 2013, ISBN 978-3-86150-613-3.)
- Gemeinsam mit Klaus Reichert: James Joyce: Finnegans Wake Deutsch. Gesammelte Annäherungen. Suhrkamp, Frankfurt am Main 1989, ISBN 978-3-518-11524-4.

## Dokumentarfilm
- The Joycean Society. Regie: Dora García. Belgien 2013, 53’. (Der Film zeigt die von Fritz Senn geleitete Finnegans-Wake-Lesegruppe an der Zurich James Joyce Foundation).[22]